# Tragopogon
Tragopogon este un gen de plante din familia Asteraceae, ordinul Asterales, comestibile.

## Caractere morfologice
- Tulpina

- Frunza

- Florile

- Semințele